# 平井千葉
平井 千葉（ひらい ちば、1873年〈明治6年〉11月11日 - 1937年〈昭和12年〉4月26日）は、日本刀研磨を専門としていた日本の研師。本名、平井 葉太郎。特に相州伝の研ぎを得意とし、「刀剣研磨の聖人」、「古今の名人」、「刀剣界の至宝」、「国宝的な研磨の名手」などと称される。

## 人物
1873年（明治6年）、東京府東京市芝区（現在の東京都港区）の研師の家に56代目として生を受ける。1876年（明治9年）の廃刀令で多くの研師が廃業を余儀なくされる中でも千葉の父は露月町で業を続けており、千葉も13歳ころまで同地で生活する。14歳で軍刀研師の山田松兵衛に弟子入りするが、本格的な日本刀研磨の技術を学ぶために2年ほどで本阿弥琳雅（本阿弥成善）の門弟となる。
初期は師である琳雅譲りの落ち着いた細かい仕上げ方の研磨、中期から後期にかけては肌立ちつつも品の良い独自の研磨を得意とした。研ぎの際には、琳雅から製法や用法を伝えられた本阿弥家の一子相伝の秘伝の薬「瑠璃薬」を用いていたとされる。琳雅流の仕上げに独自の技術を加えた研ぎは「平井研ぎ」と称されて一世を風靡し、愛刀家や刀剣商も名刀であれば大金を投じてでも千葉に研いでもらうことを誇りとしたといわれる。正宗による作の特徴の一つである「地景」は、近代の研師では千葉の技術によってはじめて現れるものであり、ほかの研師が研ぐことで消えてしまった事例もあったという。当時千葉は、彼に次ぐ技術を持った者がいないほどの研ぎの名人だったことから、没後は国宝の刀を研ぎに出そうにも任せる者がいなくて困ったほどだった。
山本悌二郎が会長を務めていた時期の中央刀剣会では、日本刀研磨および鑑定の権威として同会の役員に名を連ねている。当時「鞘文」の二つ名で知られていた鞘師の斎藤文吉とは兄弟のように親しく、千葉の告別式では文吉が嗚咽している姿を本間順治（本間薫山）が目にしている。
1937年4月26日、自宅にて心臓麻痺で急逝した。同年4月30日、當光寺で告別式が執り行われ、全国の愛刀家や刀剣関係者ら数千人が参列した。
人間国宝の本阿彌日洲は、旧名を平井猛夫といい千葉の長男であったが、千葉の師である本阿弥琳雅の子に男性がいなかったことから同家の養子となった。
日本美術刀剣保存協会が主催する現代刀職展では、研磨の部門にのみ存在する特賞の名称として、徳川将軍家の御用研師である木屋家と竹屋家にちなんだ「木屋賞」と「竹屋賞」に並んで、平井千葉の名に由来する「千葉賞」が設けられている。